# Lucas Hernandez
Lucas François Bernard Hernandez (phát âm tiếng Pháp: [lykɑ eʁnɑ̃dɛ(z)], tiếng Tây Ban Nha: [ˈlukas erˈnandeθ]; sinh ngày 14 tháng 2 năm 1996) là một cầu thủ bóng đá chuyên nghiệp người Pháp hiện đang thi đấu ở vị trí trung vệ hoặc hậu vệ trái cho câu lạc bộ Ligue 1 Paris Saint Germain và đội tuyển bóng đá quốc gia Pháp.
Hernández bắt đầu sự nghiệp của mình với Atlético Madrid, có hơn 100 lần ra sân và lọt vào trận chung kết UEFA Champions League 2016. Anh cũng đã giành được Europa League và siêu cúp châu Âu 2018 trong cùng năm. Anh sau đó ký hợp đồng với Bayern Munich vào năm 2019 và giành được cú ăn ba gồm Bundesliga, DFB-Pokal và Champions League trong mùa giải đầu tiên của anh. Là thành viên của đội tuyển quốc gia Pháp từ năm 2018, Hernández là một phần của đội vô địch FIFA World Cup 2018 và cũng đã tham dự ở UEFA Euro 2020 và FIFA World Cup 2022.

## Đời tư và Sự nghiệp
Cha của Hernandez, Jean-François, cũng là một cầu thủ bóng đá chơi ở vị trí trung vệ. Là người gốc Tây Ban Nha, anh cũng chơi cho Atlético Madrid; Anh trai của Hernandez, Theo, cũng được đào tạo tại câu lạc bộ, và chơi ở vị trí tương tự. Trong một cuộc phỏng vấn với Marca vào tháng 10 năm 2018, anh nói rằng gia đình anh đã không được nghe tin tức từ cha của họ trong 12 hoặc 13 năm.
Vào ngày 3 tháng 2 năm 2017, Hernandez bị bắt vì tình nghi hành hung bạn gái của mình, người cũng bị triệu tập ra hầu tòa. Cả Hernandez và bạn gái của anh ta, Amelia Llorente, đều bị kết án 31 ngày phục vụ cộng đồng, trong khi Hernandez cũng bị tống đạt lệnh cấm không cho anh ta ở cách Llorente 500 mét.
Hernandez lại bị bắt vào tháng 6 cùng năm vì vi phạm lệnh cấm sau khi anh và Llorente cùng nhau hạ cánh xuống Madrid, trở về sau tuần trăng mật. Vì vi phạm này, vào ngày 13 tháng 10 năm 2021, Hernandez bị tòa án Tây Ban Nha kết án sáu tháng tù giam; Hernandez đã kháng cáo thành công bản án của mình và thay vào đó, anh ta được hưởng án treo bốn năm và yêu cầu nộp phạt 96.000 €.

## Sự nghiệp Câu lạc bộ

### Atlético Madrid
Sinh ra ở Marseille, trong khi cha của anh là Jean-François đang chơi cho Olympique de Marseille, Hernandez chuyển đến Tây Ban Nha khi mới 4 tuổi (kết quả là sau này anh nói tiếng Pháp với một chút giọng Tây Ban Nha) và gia nhập đội trẻ Atlético Madrid năm 2007 ở tuổi 11, từ CF Rayo Majadahonda. Vào ngày 9 tháng 11 năm 2013, khi vẫn còn là một học sinh, anh đã được huấn luyện viên Diego Simeone gọi cho một trận đấu La Liga với Villarreal CF, nhưng vẫn không được sử dụng trong trận hòa 1-1 trên sân khách vào ngày hôm sau.
Hernandez có trận ra mắt cấp cao vào ngày 26 tháng 4 năm 2014, bắt đầu cho đội dự bị trong trận thua 0-1 trước Real Sociedad B tại Segunda División B. Anh ấy xuất hiện trong ba trận đấu nữa trong mùa giải , khi họ suýt phải xuống hạng; anh ấy cũng đã ký một thỏa thuận mới với câu lạc bộ vào tháng 6, kéo dài đến năm 2018.
Hernandez có trận ra mắt đội một vào ngày 3 tháng 12 năm 2014, chơi trọn vẹn 90 phút trong chiến thắng 3–0 trên sân khách trước CE L'Hospitalet ở chiến dịch Copa del Rey. Lần đầu tiên anh ấy xuất hiện ở giải đấu hàng đầu Tây Ban Nha diễn ra vào ngày 21, khi anh ấy vào sân thay người muộn cho Guilherme Siqueira trong chiến thắng 4–1 trước Athletic Bilbao.

#### Mùa giải 2015–16
Vào ngày 10 tháng 8 năm 2015, Hernandez gia hạn hợp đồng đến năm 2019 và chắc chắn được đôn lên đội hình chính.  Lần đầu tiên xuất hiện của anh ấy tại UEFA Champions League diễn ra vào ngày 15 tháng 3 năm 2016, khi anh ấy thay thế Diego Godín bị chấn thương trong hiệp phụ của trận đấu vòng 16 đội với PSV Eindhoven (0–0 sau 120 phút, 8–7 quả phạt đền đá luân lưu thắng);  anh vào cùng một thời điểm trong trận chung kết, thua hàng xóm Real Madrid trong loạt luân lưu tại San Siro vào ngày 28 tháng 5.

#### Mùa giải 2016–17
Vào ngày 6 tháng 8 năm 2016, Hernandez ký gia hạn hợp đồng với Atlético đến ngày 30 tháng 6 năm 2020.  Anh đóng một vai trò quan trọng hơn cho Atlético trong mùa giải 2016-17 . Hernandez đã thi đấu 22 trận trên mọi đấu trường trong mùa giải. Anh ấy đã có mặt trong đội hình xuất phát trong 20 trận đấu này.

#### Mùa giải 2017–18
Trong mùa giải 2017-18, Hernandez là thành viên chủ chốt của đội khi anh ra sân 44 trận trên mọi đấu trường. Atlético đã lọt vào Chung kết UEFA Europa League 2018. Anh ấy đá chính và chơi cả trận đấu với câu lạc bộ Pháp Marseille . Atlético đã giành chiến thắng trong trận đấu với tỷ số 3-0 và Hernandez đã giành được danh hiệu quốc tế đầu tiên của mình.

#### Mùa giải 2018–19

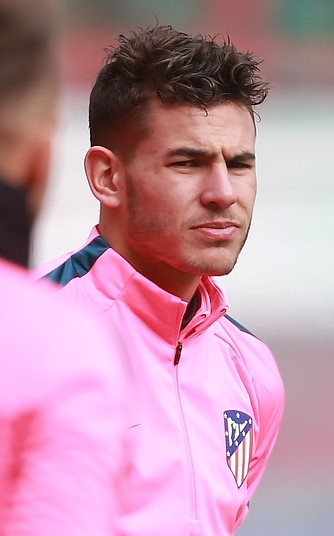
Hernandez với Atlético Madrid năm 2018.

Hernandez ghi bàn thắng đầu tiên khi thi đấu chuyên nghiệp vào ngày 19 tháng 1 năm 2019, trong trận thua 13–0 trước SD Huesca.
Vào ngày 27 tháng 3 năm 2019, Atlético xác nhận rằng Hernandez sẽ rời câu lạc bộ vào mùa hè năm 2019. Atlético xác nhận họ đề nghị gia hạn hợp đồng với Hernandez, nhưng anh đã quyết định ký hợp đồng với câu lạc bộ Bundesliga của Đức là Bayern Munich . Atlético cho biết, câu lạc bộ Đức đã kích hoạt điều khoản giải phóng 80 triệu euro của Hernandez.  Trong quá trình kiểm tra y tế của nhân viên y tế của Bayern Munich, người ta đã tìm thấy tổn thương dây chằng chéo giữa ở đầu gối phải của Hernandez. Vết thương cần phải phẫu thuật sửa chữa. Vào ngày 28 tháng 3 năm 2019, Hernandez đã phẫu thuật thành công đầu gối phải của mình. Cuộc hành quân kết thúc mùa giải của Hernandez với Atlético.
Hernandez đã thi đấu 14 trận tại La Liga và ghi được một bàn thắng. Tính trên mọi đấu trường, anh ra sân 22 trận và ghi được một bàn thắng.
Vào ngày 12 tháng 10 năm 2019, cựu huấn luyện viên của Hernandez tại Atlético, Diego Simeone , cho biết trong một cuộc phỏng vấn với Marca rằng việc hậu vệ trái rời Bayern ra đi đã khiến Atlético bị tổn thương rất nhiều: "Lối ra khiến chúng tôi đau đớn nhất là Lucas, cậu bé đến từ học viện ... [Nó đau] Hơn cả [Antoine] Griezmann, "người đã rời Atlético cùng lúc để đến Barcelona.

### Bayern Munich
Vào ngày 27 tháng 3 năm 2019, Bayern Munich thông báo rằng Hernandez sẽ gia nhập câu lạc bộ vào ngày 1 tháng 7 năm 2019 với mức phí kỷ lục câu lạc bộ (và kỷ lục Bundesliga) là 80 triệu euro, ký hợp đồng 5 năm kéo dài đến năm 2024.  Anh ấy có trận ra mắt đầu tiên cho Bayern vào ngày 10 tháng 8 trong trận đấu đầu tiên với Energie Cottbus ở DFB-Pokal khi vào sân thay người ở phút 89.  Vào ngày 23 tháng 8 năm 2020, cùng với các đồng đội ở Bayern Munich, Hernandez đã trở thành nhà vô địch Champions League .
Vào ngày 3 tháng 11 năm 2020, Hernandez ghi bàn thắng đầu tiên cho Bayern Munich trong chiến thắng 6–2 trên sân khách trước Red Bull Salzburg tại UEFA Champions League 2020–21 .

## Sự nghiệp Đội tuyển Quốc gia

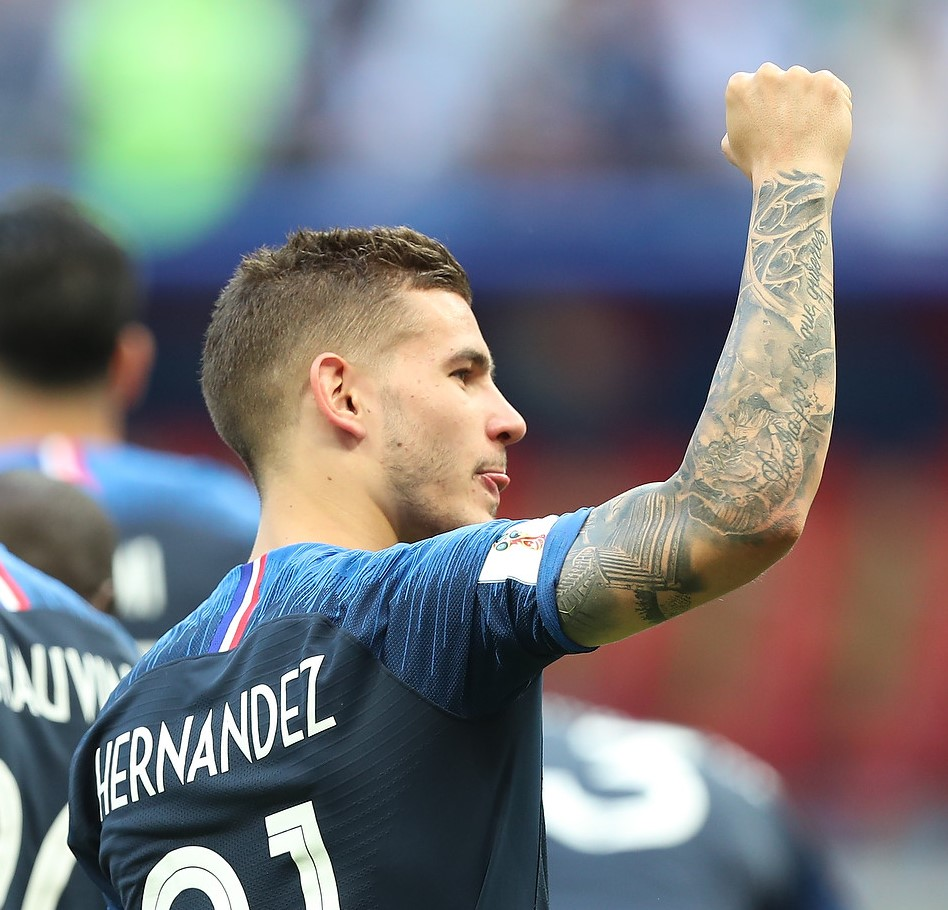
Hernandez chơi cho Pháp tại FIFA World Cup 2018.

Hernandez có lần đầu tiên đại diện cho Pháp vào ngày 6 tháng 3 năm 2012, chơi đủ 90 phút cho đội U-16 trong trận giao hữu 1-1 với Ý tại Coverciano. Năm 2014, anh cũng xuất hiện với các đội U-18 và U-19. Năm sau, anh được chọn vào Đội hình tiêu biểu giải đấu U-19 châu Âu vì những màn trình diễn của mình.
Vào tháng 3 năm 2018, Hernandez được huấn luyện viên Didier Deschamps gọi vào đội tuyển quốc gia cho các trận giao hữu với Colombia và Nga. Anh có trận ra mắt trước người cũ, thay thế Lucas Digne trong 14 phút cuối trận thua 2-3 ở Paris .
Hernandez đã được chọn cho FIFA World Cup 2018. Anh có trận đầu tiên tại giải đấu vào ngày 16 tháng 6, chơi toàn bộ trận thắng 2-1 ở vòng bảng trước Úc; anh ấy góp mặt trong tất cả các trận đấu cho các nhà vô địch cuối cùng, sáu trong số đó là hoàn thành.
Vào tháng 10 năm 2021, trước trận bán kết UEFA Nations League với Bỉ, Lucas lần đầu tiên được Didier Deschamps triệu tập vào đội tuyển quốc gia cùng với em trai Theo; cả hai sau đó được tung vào sân trong đội hình 3–4–1–2 lần lượt ở vị trí trung vệ trái và hậu vệ cánh trái, đây là lần đầu tiên họ chơi cùng nhau trong một trận đấu quốc tế, mà kết quả là 3–2 Trở lại chiến thắng cho Pháp, với Theo ghi bàn thắng quyết định vào cuối trận.

## Thống kê sự nghiệp

### Câu lạc bộ
Tính đến 5 tháng 7 năm 2025
| Câu lạc bộ          | Mùa giải            | Giải vô địch        | Giải vô địch | Giải vô địch | Cúp quốc gia | Cúp quốc gia | Châu lục | Châu lục | Khác | Khác | Tổng cộng | Tổng cộng |
| Câu lạc bộ          | Mùa giải            | Hạng đấu            | Trận         | Bàn          | Trận         | Bàn          | Trận     | Bàn      | Trận | Bàn  | Trận      | Bàn       |
| ------------------- | ------------------- | ------------------- | ------------ | ------------ | ------------ | ------------ | -------- | -------- | ---- | ---- | --------- | --------- |
| Atlético Madrid     | 2014–15             | La Liga             | 1            | 0            | 3            | 0            | 0        | 0        | 0    | 0    | 4         | 0         |
| Atlético Madrid     | 2015–16             | La Liga             | 10           | 0            | 2            | 0            | 4        | 0        | —    | —    | 16        | 0         |
| Atlético Madrid     | 2016–17             | La Liga             | 15           | 0            | 5            | 0            | 4        | 0        | —    | —    | 24        | 0         |
| Atlético Madrid     | 2017–18             | La Liga             | 27           | 0            | 6            | 0            | 11       | 0        | —    | —    | 44        | 0         |
| Atlético Madrid     | 2018–19             | La Liga             | 14           | 1            | 2            | 0            | 5        | 0        | 1    | 0    | 22        | 1         |
| Atlético Madrid     | Tổng cộng           | Tổng cộng           | 67           | 1            | 18           | 0            | 24       | 0        | 1    | 0    | 110       | 1         |
| Bayern Munich       | 2019–20             | Bundesliga          | 19           | 0            | 3            | 0            | 3        | 0        | 0    | 0    | 25        | 0         |
| Bayern Munich       | 2020–21             | Bundesliga          | 23           | 0            | 1            | 0            | 10       | 1        | 3    | 0    | 37        | 1         |
| Bayern Munich       | 2021–22             | Bundesliga          | 25           | 0            | 1            | 0            | 8        | 0        | 0    | 0    | 34        | 0         |
| Bayern Munich       | 2022–23             | Bundesliga          | 7            | 0            | 1            | 0            | 2        | 1        | 1    | 0    | 11        | 1         |
| Bayern Munich       | Tổng cộng           | Tổng cộng           | 74           | 0            | 6            | 0            | 23       | 2        | 4    | 0    | 107       | 2         |
| Paris Saint-Germain | 2023–24             | Ligue 1             | 27           | 1            | 2            | 0            | 11       | 1        | 1    | 0    | 41        | 2         |
| Paris Saint-Germain | 2024–25             | Ligue 1             | 16           | 0            | 4            | 0            | 5        | 0        | 4    | 0    | 29        | 0         |
| Paris Saint-Germain | Tổng cộng           | Tổng cộng           | 43           | 1            | 6            | 0            | 16       | 1        | 5    | 0    | 70        | 2         |
| Tổng cộng sự nghiệp | Tổng cộng sự nghiệp | Tổng cộng sự nghiệp | 184          | 2            | 30           | 0            | 63       | 3        | 10   | 0    | 287       | 5         |

1. ↑  Bao gồm Copa del Rey, DFB-Pokal, Coupe de France
2. 1 2 3 4 5 6 7 8 9  Số lần ra sân tại UEFA Champions League
3. ↑  Ba lần ra sân tại UEFA Champions League, tám lần ra sân tại UEFA Europa League
4. ↑  Ra sân tại UEFA Super Cup
5. ↑  Một lần ra sân tại UEFA Super Cup, một lần ra sân tại DFL-Supercup, một lần ra sân tại FIFA Club World Cup
6. ↑  Ra sân tại DFL-Supercup
7. ↑  Ra sân tại Trophée des Champions
8. ↑  Số lần ra sân tại FIFA Club World Cup

### Quốc tế
| Đội tuyển quốc gia | Năm  | Trận | Bàn |
| ------------------ | ---- | ---- | --- |
| Pháp               | 2018 | 15   | 0   |
| Pháp               | 2019 | 2    | 0   |
| Pháp               | 2020 | 5    | 0   |
| Pháp               | 2021 | 11   | 0   |
| Pháp               | 2023 | 3    | 0   |
| Pháp               | 2024 | 1    | 0   |
| Pháp               | 2025 | 2    | 0   |
| Tổng               | Tổng | 39   | 0   |

## Danh hiệu
Câu lạc bộ:
Atlético Madrid
- UEFA Europa League: 2017–18[6]
- UEFA Super Cup: 2018[7]
- UEFA Champions League á quân: 2015–16[8]

Bayern München
- Bundesliga: 2019–20,[9] 2020–21,[10] 2021–22,[11] 2022–23[12]
- DFB-Pokal: 2019–20[13]
- DFL-Supercup: 2020,[14] 2022[15]
- UEFA Champions League: 2019–20[16]
- UEFA Super Cup: 2020 [17]
- FIFA Club World Cup: 2020[18]

Paris Saint-Germain
- Ligue 1: 2023–24,[19] 2024–25[20]
- Coupe de France: 2023–24,[21] 2024–25[22]
- Trophée des Champions: 2023,[23] 2024[24]
- UEFA Champions League: 2024–25[25]
- UEFA Super Cup: 2025[26]
- FIFA Club World Cup á quân: 2025[27]

Đội tuyển:
Pháp
- FIFA World Cup: 2018;[28] á quân: 2022[29]
- UEFA Nations League: 2020–21[30]